# ميكي (مغني)
ميكي (بالإسبانية: Micky)‏ هو مغني إسباني، ولد في 20 أكتوبر 1943 في مدريد في إسبانيا.

## وصلات خارجية
- الموقع الرسمي
- ميكي على موقع IMDb (الإنجليزية)
- ميكي على موقع قاعدة بيانات الفيلم (الإنجليزية)